# Thomas Fairland
Thomas Fairland, né à Londres en 1804 et mort en octobre 1852, est un lithographe, graveur et portraitiste britannique. Il se fait connaître en gravant d'après Edwin Landseer et William Henry Hunt.

## Biographie

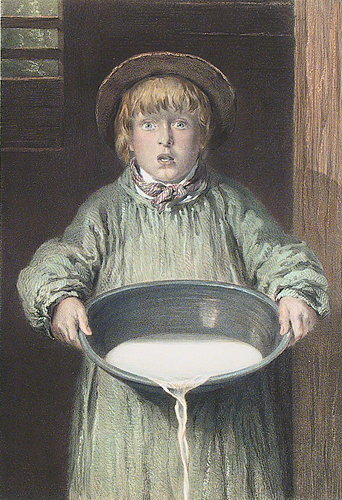
Astonishment, lithographie d'après William Henry Hunt (vers les années 1870)

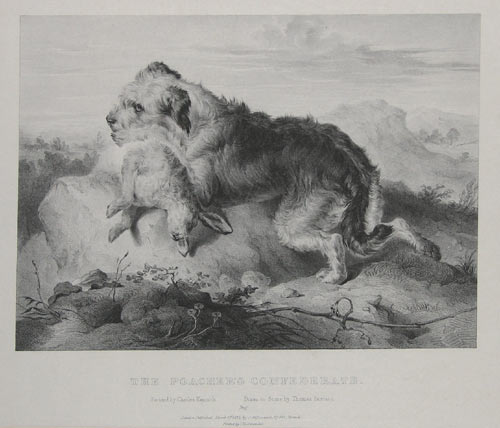
The Poacher's confederate, lithographie d'après Charles Hancock (avant 1852)

Thomas Fairland montre tôt un intérêt pour le dessin et pratique d'après nature au Kensington Gardens. Il étudie à la Royal Academy où il a Johann Heinrich Füssli comme professeur, et obtient une médaille d'argent pour un dessin d'Hercules qui sied encore dans le hall d'entrée,.
Il s'intéresse ensuite à la gravure et devient l'élève de Charles Warren, mais est finalement plus attiré par l'art de la lithographie, procédé avec lequel il produit des œuvres de qualité ; à noter notamment The Recruit; or Who'll serve the King? ; The Village Champion et Left Leg Foremost d'après des œuvres originales de Robert Farrier (en) ; The Poacher's Confederate d'après Charles Hancock, The Rat-Catcher d'après Alexander Cooper ; et d'autres de nature similaire, dont une série intitulée The Sportsman's Exhibition. A Series of Heads of the principal British Sporting Dogs, d'après des images d'Edwin Landseer, Cooper et Hancock.
Un volume de Comic Sketches, d'après William Henry Hunt, publié en 1844, obtient un franc succès.
Son œuvre la plus importante — et, selon Lionel Henry Cust (vers 1900), « l'une des meilleures jamais réalisée en lithographie » — est le dessin de la Vierge et l'Enfant (connu en anglais sous le titre de the Rogers Madonna, de Raphaël. D'autres sujets lithographiés sont The Misers d'après Quentin Matsys ; Napoleon crossing the Alps d'après la célèbre peinture de Jacques-Louis David ; Imogene d'après Richard Westall ; ainsi que des portraits.
Avec le déclin de la lithographie dû à la concurrence étrangère et aux aléas de la mode, Fairland jette son dévolu sur la peinture de portraits. Il profite du mécénat de plusieurs personnages illustres, dont certains de la royauté,.
Il ne parvient cependant jamais à sortir d'une situation personnelle et familiale économiquement précaire, et après avoir longtemps lutté entre l'industrie et la maladie, il meurt de tuberculose pulmonaire en octobre 1852, à 49 ans.

## Famille
William Fairland, peut-être son frère, pratique également la lithographie, avec notamment The Culprit Detected d'après Farrier (1831) et The Lovers' Vigil d'après Robert Smirke. Il a aussi réalisé des sujets anatomiques.

## Conservation
La National Portrait Gallery conserve de nombreux portraits lithographiés de Fairland.